# Ochodaeus cychramoides
Ochodaeus cychramoides is een keversoort uit de familie Ochodaeidae. De wetenschappelijke naam van de soort is voor het eerst geldig gepubliceerd in 1892 door Reitter.